# Plectranthus petraeus
Plectranthus petraeus là một loài thực vật có hoa trong họ Hoa môi. Loài này được Backer ex Adelb. miêu tả khoa học đầu tiên năm 1954.